# Carmen Bernand
Carmen Bernand (nacida Carmen Muñoz en París el 19 de septiembre de 1939) es una antropóloga e historiadora francesa de origen español.

## Biografía
Nació en París en el verano de 1939. Sus padres —él valenciano, ella madrileña— eran republicanos  que habían huido de España tras la ocupación de Cataluña por las tropas franquistas y que en un primer momento habían sido recluidos en el campo de Argelès-sur-Mer. Pero pronto abandonaron Francia gracias a las gestiones del poeta y diplomático Pablo Neruda, que les proporciona un pasaje en el trasatlántico Massilia que les debía conducir a Chile. Sin embargo cuando el barco llegó a Buenos Aires fue inmovilizado y solo gracias a la gestión del empresario periodístico Natalio Félix Botana los republicanos españoles exiliados pudieron desembarcar. Así que la familia se instaló en Buenos Aires y allí pasará Carmen los veinticinco primeros años de su vida. Estudia en el Liceo Francés para pasar después a la Universidad de Buenos Aires donde cursará Antropología social.  
En 1964 decide marcharse a París para estudiar con Lévi-Strauss tras haber quedado impresionada por la lectura de Tristes Tropiques (aparecido en 1955). Gracias a Lévi-Satrauss consigue un puesto de documentalista en el Institut des hautes études de l'Amérique Latine, donde despliega una gran actividad, y comienza a preparar su tesis (que acabará publicando en 1977 con el título Les Ayoré du Chaco septentrionel). En 1966 se casa con el epigrafista y helenista André Bernand (1913-2013) y al año siguiente comienza a enseñar sociología en la Universidad de París X Nanterre.
En 1978 publica Le vieux vont mourir à Nanterre, un estudio antropológico y sociológico sobre los ancianos de una residencia próxima a la Universidad de Nanterre. Siete años después publica su tesis de Estado sobre los pueblos amerindios de los Andes (La Solitude des Renaissants. Malheurs et sorcellerie dans les Andes, 1985). En 1988 publica un libro de divulgación sobre los incas (Les Incas, peuple du soleil) que será traducido a varios idiomas (en castellano: Los Incas, el pueblo del Sol, Madrid, «Aguilar Universal», 1991). Ese mismo año publica, en colaboración con Serge Gruzinski, una de sus obras más importantes, De l'idolâtrie. Une archéologie des sciences religieuses (hay traducción castellana: De la idolatría. Una arqueología de las ciencias religiosas, México, Fondo de Cultura Económica, 1992), fruto de una investigación llevada a cabo en el Archivo de Indias de Sevilla algunos meses antes de la muerte del general Franco, a la que seguirá, también en colaboración con Gruzinski, su monumental Histoire du Nouveau Monde (2 volúmenes, 1991 y 1993; hay traducción castellana: Historia del Nuevo Mundo, México, Fondo de Cultura Económica, 1996). Poco después dedica dos de sus obras a Buenos Aires, la ciudad de su infancia y juventud (Histoire de Buenos Aires, 1997, y Buenos Aires, 1880-1936. Un mythe des confins, 2001).
En 2013 publica un estudio de etnomusicología sobre América Latina (Genèse des musiques d'Amérique latine) y en 2019 Histoire des peuples d'Amérique, otra de sus obras fundamentales.